# Steve Smith (hockey sur glace, 04-04-1963)
Pour les articles homonymes, voir Steve Smith et Smith.
Steve Smith (né le 4 avril 1963 à Trenton, Ontario au Canada) est un ancien joueur professionnel canadien de hockey sur glace.

## Carrière de joueur
Joueur au petit gabarit ayant été sélectionné par les Flyers de Philadelphie de la Ligue nationale de hockey lors du repêchage de 1981. Avant de faire le saut chez les professionnels, il joua son hockey junior où il participe entre autres à la Coupe Memorial avec les Petes de Peterborough. Son équipe s'inclina éventuellement en finale du tournoi face aux Royals de Cornwall.
À la fin de la saison 1981-1982, il joua ses 8 premières parties dans la LNH, récoltant une mention d'assistance avec les Flyers. Il revint pour une dernière saison junior en 1982-83. Aux cours des saisons qui suivirent, il ne parvint jamais à se tailler un poste permanent à Philadelphie. Il n'y joua que 15 parties étalées sur cinq saisons. Il aura entre-temps aider les Bears de Hershey de la Ligue américaine de hockey à remporter la Coupe Calder lors de la saison 1987-1988.
Avant le début de la saison 1988-1989, il fut réclamé au repêchage intra-équipe par les Sabres de Buffalo avec lesquels il joua trois parties. Après trois saisons dans l'organisation des Americans de Rochester, club-école des Sabres, il s'en alla jouer deux dernières saisons en Europe avant de prendre sa retraite.

## Statistiques
| Saison     | Équipe                           | Ligue          |    | Saison régulière | Saison régulière | Saison régulière | Saison régulière | Saison régulière |    | Séries éliminatoires | Séries éliminatoires | Séries éliminatoires | Séries éliminatoires | Séries éliminatoires |
| Saison     | Équipe                           | Ligue          | PJ | B                | A                | Pts              | Pun              | PJ               | B  | A                    | Pts                  | Pun                  |                      |                      |
| 1979-1980  | Bobcats de Belleville            | OHA-B          | 41 | 8                | 25               | 33               | 105              | -                | -  | -                    | -                    | -                    |                      |                      |
| 1979-1980  | Petes de Peterborough            | OMJHL          | 5  | 0                | 3                | 3                | 0                | -                | -  | -                    | -                    | -                    |                      |                      |
| 1979-1980  | Petes de Peterborough            | Coupe Memorial | -  | -                | -                | -                | -                | 4                | 2  | 1                    | 3                    | 8                    |                      |                      |
| 1980-1981  | Greyhounds de Sault-Sainte-Marie | OMJHL          | 61 | 3                | 37               | 40               | 143              | 19               | 0  | 6                    | 6                    | 60                   |                      |                      |
| 1981-1982  | Greyhounds de Sault-Sainte-Marie | LHO            | 50 | 7                | 20               | 27               | 179              | 12               | 0  | 2                    | 2                    | 23                   |                      |                      |
| 1981-1982  | Flyers de Philadelphie           | LNH            | 8  | 0                | 1                | 1                | 0                | -                | -  | -                    | -                    | -                    |                      |                      |
| 1982-1983  | Greyhounds de Sault Ste. Marie   | LHO            | 55 | 11               | 33               | 44               | 139              | 16               | 0  | 8                    | 8                    | 28                   |                      |                      |
| 1983-1984  | Indians de Springfield           | LAH            | 70 | 4                | 25               | 29               | 77               | 4                | 0  | 0                    | 0                    | 0                    |                      |                      |
| 1984-1985  | Indians de Springfield           | LAH            | 5  | 0                | 1                | 1                | 2                | -                | -  | -                    | -                    | -                    |                      |                      |
| 1984-1985  | Bears de Hershey                 | LAH            | 65 | 10               | 20               | 30               | 83               | -                | -  | -                    | -                    | -                    |                      |                      |
| 1984-1985  | Flyers de Philadelphie           | LNH            | 2  | 0                | 0                | 0                | 7                | -                | -  | -                    | -                    | -                    |                      |                      |
| 1985-1986  | Bears de Hershey                 | LAH            | 49 | 1                | 11               | 12               | 96               | 16               | 2  | 4                    | 6                    | 43                   |                      |                      |
| 1985-1986  | Flyers de Philadelphie           | LNH            | 2  | 0                | 0                | 0                | 2                | -                | -  | -                    | -                    | -                    |                      |                      |
| 1986-1987  | Bears de Hershey                 | LAH            | 66 | 11               | 26               | 37               | 191              | 5                | 0  | 2                    | 2                    | 8                    |                      |                      |
| 1986-1987  | Flyers de Philadelphie           | LNH            | 2  | 0                | 0                | 0                | 6                | -                | -  | -                    | -                    | -                    |                      |                      |
| 1987-1988  | Bears de Hershey                 | LAH            | 66 | 10               | 19               | 29               | 132              | 12               | 2  | 10                   | 12                   | 35                   |                      |                      |
| 1987-1988  | Flyers de Philadelphie           | LNH            | 1  | 0                | 0                | 0                | 0                | -                | -  | -                    | -                    | -                    |                      |                      |
| 1988-1989  | Americans de Rochester           | LAH            | 48 | 2                | 12               | 14               | 79               | -                | -  | -                    | -                    | -                    |                      |                      |
| 1988-1989  | Sabres de Buffalo                | LNH            | 3  | 0                | 0                | 0                | 0                | -                | -  | -                    | -                    | -                    |                      |                      |
| 1989-1990  | Americans de Rochester           | LAH            | 42 | 3                | 15               | 18               | 107              | 17               | 0  | 5                    | 5                    | 27                   |                      |                      |
| 1990-1991  | Americans de Rochester           | LAH            | 37 | 2                | 4                | 6                | 74               | 5                | 0  | 0                    | 0                    | 4                    |                      |                      |
| 1991-1992  | Americans de Rochester           | LAH            | 3  | 1                | 0                | 1                | 0                | -                | -  | -                    | -                    | -                    |                      |                      |
| 1991-1992  | EK Zell am See                   | Nationalliga   | 28 | 11               | 6                | 17               | -                | -                | -  | -                    | -                    | -                    |                      |                      |
| 1992-1993  | EV Brunico                       | Alpenliga      | 30 | 12               | 24               | 36               | 20               | -                | -  | -                    | -                    | -                    |                      |                      |
| 1992-1993  | EV Brunico                       | Série A        | 16 | 6                | 21               | 27               | 4                | 4                | 10 | 6                    | 16                   | 0                    |                      |                      |
| Totaux LNH | Totaux LNH                       | Totaux LNH     | 18 | 0                | 1                | 1                | 15               | -                | -  | -                    | -                    | -                    |                      |                      |

## Trophées et honneurs personnels
- Ligue nationale de hockey
  - 1981 : repêché par les Flyers de Philadelphie en 1re ronde, à la 16e position
- Ligue de hockey de l'Ontario
  - 1981, 1982 et 1983 : nommé dans la 2e équipe d'étoiles
- Ligue américaine de hockey
  - 1988 : remporte la Coupe Calder avec les Bears de Hershey

## Transactions en carrière
- 3 octobre 1988 : réclamé lors du repêchage intra-équipe par les Sabres de Buffalo des Flyers de Philadelphie.